# Giacomo Dal Verme
Giacomo Dal Verme (Verona, ultimi decenni del Duecento – Verona, 1350 circa) è stato un condottiero italiano.

## Biografia
Nacque dai Dal Verme, nobile famiglia di Verona, uomo d'arme e cavaliere, milita nell'esercito veronese. Signore di Bagnolo e della Rocca di Nogarole Rocca. Fu altresì Signore di Correzzo e Maccacari (Gazzo Veronese), Campalano di Nogara e di San Zeno di Montagna.
Figlio di Nicola di Vilio, e fratello di Pietro. La carriera del Dal Verme si sviluppò negli anni di consolidamento politico della signoria scaligera.
Non si sa nulla della sua giovinezza la prima notizia sul suo conto è del 1328, quando a conferma del successo presso gli Scaligeri, in occasione delle celebrazioni seguite alla conquista di Padova, venne creato cavaliere da Cangrande I della Scala assieme al fratello maggiore Pietro, condottiero.
Dal matrimonio con Diamante de' Nogarola ultima erede della famiglia dei Nogarola venne creato Signore di Bagnolo e della Rocca di Nogarole Rocca.
La sorella minore di Diamante, Elisa, sposò il fratello maggiore Pietro.
Fu altresì per eredità paterna, designato Signore di Correzzo e Maccacari (Gazzo Veronese), Campalano di Nogara e di San Zeno di Montagna ed ebbe in vicariato alcune terre dagli Scaligeri.
Nel 1329 come feudatario venne fatto da Cangrande I immune dalle gravezze di imposte e dazi, privilegio confermato anche da Mastino II della Scala nel 1336.
Nel 1331 fu fra i legati che stipularono un patto fra Verona e il Patriarca d'Aquileia Pagano della Torre.
Sembra sia morto a Verona attorno al 1350; è sepolto assieme al fratello nella tomba di famiglia a Chiesa di Sant'Eufemia creata grazie ad un grosso lascito da parte della moglie Diamante, morta nel 1361, agli Eremitani Agostiniani di Verona. Da ciò ebbe origine il patronato del Dal Verme su quella chiesa.

## Discendenza
Giacomo sposò Diamante de' Nogarola ed ebbero tre figli:
- Alberto (+ 1415), uomo d'arme, lasciò Verona e milito con i cugini presso i Visconti, creato Capitano e Podestà di Lodi dal duca di Milano Gian Galeazzo Visconti;
- Correzzano (+ Verona, 1362), uomo d'arme, si sposa nel 1347 con Giovanna Cavalcabò, figlia di Ugolino, marchese di Viadana, dalla quale ebbe un figlio:
  - Ugolino[4] (Verona, 1350 ca. - Verona, dopo il 1427), uomo d'arme, cavaliere e politico veronese. Podestà di Sarego e di Riva del Garda e di vari paesi del veronese, dal 1386 militò nelle guerre degli Scaligeri contro i Carraresi e cadde due volte nelle mani del nemico. Nel 1391 è confermato nell'investitura di famiglia delle Signorie di Nogarole Rocca, Correzzo e Maccacari (Gazzo Veronese), Campalano di Nogara e di San Zeno di Montagna ed altre terre in vicariato, unitamente ai cugini, poi esclusi. Dal 1404, passata Verona nell'orbita veneziana, si pose allo stipendio di Venezia sempre contro i Carraresi. Non avendo eredi maschi, lascerà in eredità feudi e titoli al cugino il conte Luigi Dal Verme;
- Giramonte (+ Verona, 1389), bandito da Verona nel 1350, fu rimesso nelle grazie degli Scaligeri e poté ritornare a Verona l'anno seguente e venne confermato erede nei beni e feudi paterni e nei vicariati delle terre godute dal padre. Signore di Bagnolo e di Nogarole Rocca, Signore di Correzzo e Maccacari (Gazzo Veronese), Campalano di Nogara e di San Zeno di Montagna ed altre terre in vicariato, unitamente ai fratelli e ai cugini, poi esclusi.